# Fengyun-1C

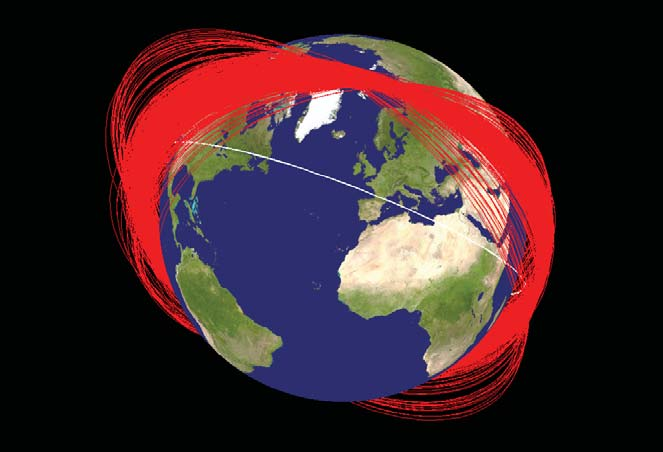
Weltraummüll durch den Abschuss von Fengyun-1C

Fengyun-1C (FY-1C; chinesisch Wind und Wolken) war ein chinesischer Wettersatellit der Fengyun-Reihe, der am 10. Mai 1999 in eine etwa 849 bis 868 km hohe polare Umlaufbahn (Bahnneigung 98,6°) gestartet wurde. Seine aufsehenerregende Zerstörung am 11. Januar 2007 durch eine bodengestützte Mittelstreckenrakete brachte den ausgedienten Satelliten weltweit in die Schlagzeilen. Es handelte sich dabei um den ersten direkten Abschuss eines Weltraumfahrzeugs von der Erdoberfläche aus.

## Einzelheiten
Die Antisatellitenrakete wurde vom chinesischen Weltraumbahnhof Xichang gestartet und kollidierte mit dem Zielobjekt, das völlig zerstört wurde. Fengyun-1C zerbrach dabei in über 40.000 Trümmerteile von über einem Zentimeter Durchmesser und viele Millionen kleinerer Stücke, schätzten US-amerikanische Experten. Diese wurden auf sehr viele verschiedene Bahnen geschleudert – auch solche, die große Höhen erreichen. Besorgniserregend sei deshalb die Gefahr, die für andere Raumfahrunternehmungen von derartigem Weltraummüll stets ausgehe.
Der Abschuss löste weltweit vor allem Befürchtungen aus. Der Abschuss des Satelliten sei „die größte militärische Machtdemonstration Chinas seit langem und verdeutlicht, dass die kommende Weltmacht sich intensiv mit einem der potentiell größten Sicherheitsprobleme der Zukunft befasst – der Militarisierung des Weltraums“, urteilte zum Beispiel die Frankfurter Allgemeine Zeitung. Zahlreiche fachkundige Beobachter mutmaßten, dass der Abschuss ein neues Wettrüsten im All beinahe unausweichlich machen werde.
Ein Bruchstück (NORAD 30670) kollidierte nach Berechnungen durch das Programm SOCRATES am 22. Januar 2013 um 03:08 UTC höchstwahrscheinlich mit dem Kleinsatelliten BLITS (NORAD 35871). Das dabei entstandene größte Bruchstück wird unter der Norad-Katalognummer 39119 geführt.
Im Februar 2008 wurde der außer Kontrolle geratene Satellit USA-193 von den USA abgeschossen, um eine Gefährdung von Mensch und Umwelt durch den an Bord befindlichen Treibstoff zu verhindern. Im Gegensatz zu dem chinesischen Wettersatelliten geht von den Trümmern von USA-193 keine Gefahr mehr für andere Raumfahrunternehmungen aus, da 231 Tage nach der Zerstörung alle Trümmer verglüht sind.

## Zitate
„[Das] Anliegen eines Shock-and-Awe-Schlags im Weltraum ist es, den Feind abzuschrecken, nicht, den Feind zu einem Kampf herauszufordern. Aus diesem Grund müssen die Ziele für einen solchen Schlag wenige und präzise ausgewählte sein […] [zum Beispiel] auf wichtige Informationsquellen, Command&Control-Einrichtungen, Kommunikationknotenpunkte und andere Ziele. Dies wird die Struktur des operationellen Organisationssystems des Gegners erschüttern und eine riesige psychologische Wirkung auf die politisch Verantwortlichen des Gegners hervorrufen.“

„Der neue Rüstungswettlauf im Weltall entwickelt sich zum größten industriellen Projekt in der Geschichte der Erde. […] Aber es gibt ein Problem: Wenn die Vereinigten Staaten das alles machen können, könnte es auch eine andere Nation. […] Während der Amtszeiten sowohl von Clinton als auch des zweiten Bush legten Russland und China der Vollversammlung der Vereinten Nationen eine Resolution vor, die einen neuen Vertrag über ein Verbot von Weltraumwaffen forderte. Die Prevention of an Arms Race in Space (PAROS; etwa: Verhütung eines Wettrüstens im Weltraum) würde alle Waffen im und durch den Weltraum ächten und die Stalltür schließen, bevor das Pferd raus kann. Bedauerlicherweise war die Haltung der Vereinigten Staaten sowohl während der demokratischen und republikanischen Regierungen konsequent: Es gibt keine Waffen im Weltraum und deshalb keinen Bedarf für einen neuen Vertrag. Die Vereinigten Staaten behaupten, es gebe kein Problem.“